# Келарь
Ке́ларь (греч. κελλάριος — «амбарный») — заведующий монастырским столом, кладовой со съестными припасами и их отпуском на монастырскую кухню. В его обязанности входило ведение строгой отчётности поступающих и отпускаемых им предметов. В больших монастырях келарям давалось два помощника. Иерусалимский устав вменял в числе прочих обязанностей келаря: положение хлебов на аналой для благословения на литии, их преломление и раздачу монастырской братии по чаше вина. В русских монастырях должность келаря была введена Феодосием Печерским и соответствовала порядку, принятому в греческих монастырях, с отличием лишь в том, что келарь являлся также трапезником.

## Знаменитые келари
- Авраамий Палицын
- Азарий
- Симон Азарьин